# Marathon van Turijn 1999
De marathon van Turijn 1999 werd gelopen op zondag 2 mei 1999. Het was de dertiende editie van deze marathon. Deze editie werd tevens het Italiaanse kampioenschap op de marathon afgewerkt.
Bij de mannen kwam de Keniaan Sammy Korir als winnaar over de eindstreep in 2:08.27. De Italiaanse Maria Guida won bij de vrouwen in 2:28.28. Zij werd hiermee tevens Italiaanse kampioene op de marathon. Bij de mannen werd deze titel gewonnen door Luigi di Lello, die zesde werd in 2:13.03.

## Uitslagen

### Mannen
| rang   | naam                   | land | tijd    |
| ------ | ---------------------- | ---- | ------- |
| Goud   | Sammy Korir            | KEN  | 2:08.27 |
| Zilver | Paul Kiptanui          | KEN  | 2:09.09 |
| Brons  | Elijah Korir           | KEN  | 2:10.05 |
| 4      | Josephat Rop           | KEN  | 2:11.40 |
| 5      | Jonah Koech            | KEN  | 2:11.51 |
| 6      | Luigi di Lello         | ITA  | 2:13.03 |
| 7      | Patrick Ndayisenga     | BDI  | 2:13.14 |
| 8      | Ezekiel Kibiwot        | KEN  | 2:13.33 |
| 9      | Paul Yego              | KEN  | 2:13.49 |
| 10     | Jean-Pierre Lautredoux | FRA  | 2:15.18 |
| 11     | Alberico Dicecco       | ITA  | 2:15.26 |
| 12     | Bedaso Turbe           | ETH  | 2:15.57 |
| 13     | Haji Adilo             | ETH  | 2:16.09 |
| 14     | Diego García           | ESP  | 2:16.57 |
| 15     | Philipp Rist           | CAN  | 2:17.21 |
| 16     | Lemi Chengere          | ETH  | 2:17.54 |
| 17     | Tadesse Hailemariam    | ETH  | 2:18.31 |
| 18     | Teodoro Cuñado         | ESP  | 2:18.35 |
| 19     | Carmelo Traini         | ITA  | 2:19.37 |
| 20     | Erpassa Lemi           | ETH  | 2:20.20 |
| 21     | Massimo Galliano       | ITA  | 2:22.43 |
| 22     | Anthony Graham         | WAL  | 2:25.23 |
| 23     | Matteo Avataneo        | ITA  | 2:26.11 |
| 24     | Franco Borelli         | ITA  | 2:26.22 |

### Vrouwen
| rang   | naam                   | land | tijd    |
| ------ | ---------------------- | ---- | ------- |
| Goud   | Maria Guida            | ITA  | 2:28.28 |
| Zilver | Judit Nagy             | HUN  | 2:32.27 |
| Brons  | Elena Razdrogina       | RUS  | 2:33.29 |
| 4      | Haruko Okamoto         | JPN  | 2:35.02 |
| 5      | Gigliola Borghini      | ITA  | 2:36.01 |
| 6      | Michaela McCallum      | ENG  | 2:45.08 |
| 7      | Maria-Grazia Navacchia | ITA  | 2:55.26 |

1974 ·
1975 ·
1976 ·
1977 ·
1978 ·
1979 ·
1980 ·
1981 ·
1982 ·
1983 ·
1984 ·
1985 ·
1986 ·
1987 ·
1988 ·
1989 ·
1990 ·
1991 ·
1992 ·
1993 ·
1994 ·
1995 ·
1996 ·
1997 ·
1998 ·
1999 ·
2000 ·
2001 ·
2002 ·
2003 ·
2004 ·
2005 ·
2006 ·
2007 ·
2008 ·
2009 ·
2010 ·
2011 ·
2012 ·
2013 ·
2014 ·
2015 ·
2016 ·
2017